# Мала ропска река
Мала ропска река (енгл. Lesser Slave River) је малена река у централном делу канадске провинције Алберта. Река представља отоку Малог ропског језера из којег истиче код места Слејв Лејк, тече према истоку и након 61 км тока улива се у реку Атабаску код села Смит.
Просечан проток по изласку из језера је око 20 м³/с.